# A-234
A-234 é um composto organofosfato de formulação C8H18FN2O2P.      